# Louversey
Louversey är en kommun i departementet Eure i regionen Normandie i norra Frankrike. Kommunen ligger i kantonen Conches-en-Ouche som tillhör arrondissementet Évreux. År 2022 hade Louversey 506 invånare.

## Befolkningsutveckling
Antalet invånare i kommunen Louversey
Referens:INSEE